# NGC 1602
NGC 1602 (również PGC 15168) – galaktyka nieregularna (IBm/P), znajdująca się w gwiazdozbiorze Złotej Ryby. Odkrył ją John Herschel 5 grudnia 1834 roku.